# Chrysocraspeda comptaria
Chrysocraspeda comptaria là một loài bướm đêm trong họ Geometridae.